# Volot
Volot (in russo Волот?) è un villaggio della Russia europea nordoccidentale, situato nella oblast' di Novgorod; è il centro amministrativo del rajon Volotovskij.
Si trova nella parte occidentale della regione, sul piccolo fiume Psiža, che sfocia nel lago Il'men', 87 km a sud-ovest di Velikij Novgorod e 44 km a ovest di Staraja Russa.